# Anoplohydrus aemulans
Anoplohydrus aemulans es una especie de serpientes de la subfamilia Natricinae, la única de su género.

## Distribución geográfica
Es endémica de las selvas de la isla de Sumatra, en Indonesia.

## Estado de conservación
Se encuentra amenazada por la pérdida de su hábitat natural.